# Ярославська вулиця (Київ)
Яросла́вська вулиця — вулиця в Подільському районі міста Києва, місцевість Поділ. Пролягає від Ярославського провулку до Набережно-Хрещатицької вулиці.
Прилучаються Житньоторзька площа та вулиці Кирилівська, Костянтинівська, Межигірська, Волоська і Почайнинська.

## Історія
Вулиця відома з XVII століття під назвою Біскупська, від місцевості Біскупщина. Прокладена заново після пожежі на Подолі 1811 року. Під сучасною назвою на честь Великого князя київського Ярослава Мудрого вперше згадана 1838 року.  У 1919 році вулицю планувалося перейменувати на честь єврейського письменника Менделе Мойхер-Сфоріма.

## Забудова
За міським розкладом Ярославська вулиця належала частково до 2-го, частково до 4-го розряду. Користувалася особливою прихильністю місцевої юдейської громади, бо була найближчою до центру вулицею Плоської поліцейської частини, де за часів «межі осілості» найбільша кількість євреїв мала право на стале проживання. Тому на вулиці виникла велика кількість юдейських молитовень, шкіл, притулків тощо.
Вздовж Ярославської вулиці значною мірою збереглася забудова XIX — початку XX століття.
Будинок № 13-Б (1-ша половина ХІХ ст.) — зразок початкової забудови Подолу після нищівної пожежі 1811 року. Будівлю зведено на камʼяному цоколі через часті повені на Подолі, вона є унікальним зразком київської житлової деревʼяної забудови ХІХ ст. З 1882 року садиба належала міщанинові Харичкову, з 1898 року — сімʼї Єфросинії Кравченко. Наприкінці липня 2023 року навколо пам'ятки звели будівельний паркан, а 10 серпня історичну споруду було повністю знесено попри задекларовані плани реконструкції з «розширенням існуючої будівлі». При цьому, за повідомленнями ЗМІ, замовник (ФОП Боярчуков С. Г. ) не мав дозволу Департаменту охорони культурної спадщини на здійснення робіт, а виданий раніше КП «Київблагоустрій» припис про знесення будівельного паркану було згодом анульовано.
Будинок № 40 був зведений у 1910 році на кошти Маргарити Лазарівни Гольдшмідт-Бродської (доньки мільйонера Лазаря Бродського) для влаштування спеціального денного притулку (дитсадка) для єврейських дівчат.
На розі з вулицею Почайнинською існувала Введенська церква, яка нині відбудовується.

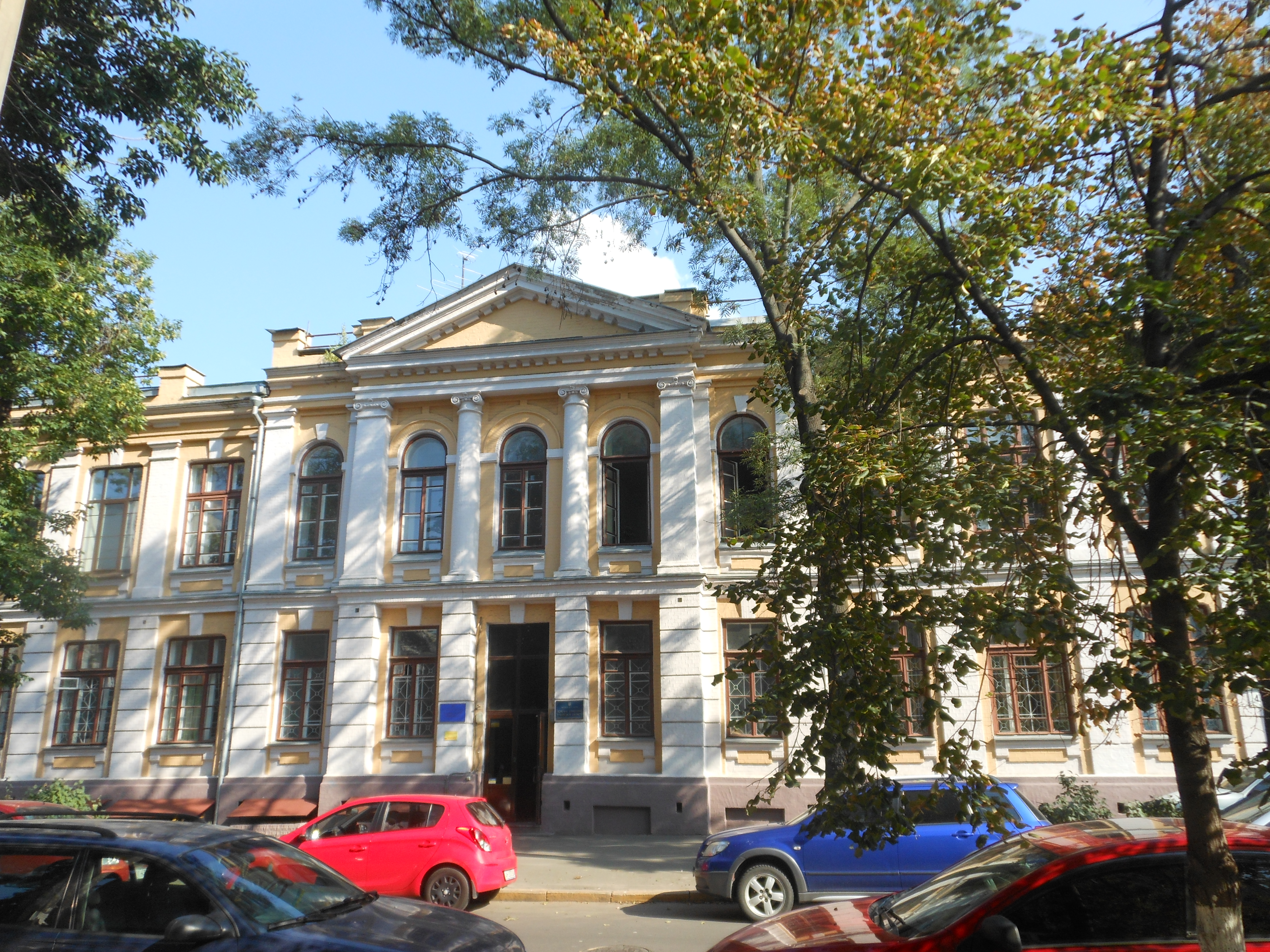
Будинок № 40

## Установи та заклади
- КП «Київська міська лікарня ветеринарної медицини» (буд. № 13-А)
- Київське обласне управління юстиції (буд. № 5/2)
- Дошкільний навчальний заклад № 676 «Сонечко», для дітей з вадами мовлення (буд. № 30)
- Центр громадського здоров'я України (буд. № 41).

## Стінопис
6 червня 2023 року, на одному з будинків по вулиці Ярославській відкритий мурал на честь наймолодшого Героя України — солдата Національної гвардії України, відомий як «Запорізький месник». До створення стінописа долучився відомий український співак Тарас Тополя, лідер гурту «Антитіла». Ініціатори проєкту згодом планують подібний стінопис-«побратим» зробити й у Запоріжжі.